# Cintalanggeng
Cintalanggeng is een bestuurslaag in het regentschap Karawang van de provincie West-Java, Indonesië. Cintalanggeng telt 3698 inwoners (volkstelling 2010).